# Max Brand
Max Brand är den mest kända pseudonymen som användes av Frederick Faust, född 29 maj 1892 i Seattle, USA död 12 maj 1944 i Italien. Han skrev främst western-romaner. Bland övriga pseudonymer fanns George Owen Baxter, George Evans, David Manning, John Frederick, Peter Morland, George Challis och Frederick Frost.

## Biografi
Frederick Schiller Faust var son till Gilbert Leander Faust och Elizabeth (Uriel) Faust. Båda föräldrarna dog kort tid efter sonens födelse och Faust växte upp i mellersta Kalifornien och arbetade sedan som kofösare hos en ranch i San Joaquin Valley. Under studitid vid University of California, Berkeley började Faust skriva för studenttidningar, poesitidningar och ibland även dagstidningar. Med rykte som bråkmakare lämnade han universitetet utan examen och gav sig sedan ut på resor innan han anslöt sig till den kanadensiska armén 1915. Efter att ha deserterat året därpå reste han till New York
1917 gifte sig Faust med Dorothy Schillig och tillsammans skulle de få tre barn. Faust blev nu en flitig skribent i pulp-magasin och främst i Street & Smith's Western Story Magazine, för vilka han kunde skriva mer än en miljon ord per år och behövde dölja sig bakom olika pseudonymer eftersom han ibland kunde ha två följetonger och en novell publicerad i samma nummer. 1921 drabbades han av en hjärtattack och skulle sedan lida av kroniska hjärtproblem under resterande liv. 
Åtskilliga av Fausts berättelser blev filmatiserade, vilket ledde till ökad förmögenhet för Faust. Två av hans karaktärer blev dessutom underlag till TV-serier. Dr Kildare blev en populär TV-serie i 192 avsnitt åren 1961-1966 med Richard Chamberlain i titelrollen. Destry var TV-serie 1964 i 13 avsnitt med John Gavin i titelrollen. En annan karaktär var Silvertip, där flera romaner utgavs av bokförlaget Regal i en serie kallad Max Brand och med epitetet världens främste western-författare.
Under andra världskriget blev Faust krigskorrespondent och dödades 1944 av en splitterskada i Italien.

### Silvertip
- Silvertip 1941 (Hämnaren 1974, övers S. Rune Mantling, Max Brand 1)
- The man from Mustang 1942 (Dråparen 1974, övers S. Rune Mantling, Max Brand 3)
- Silvertip's strike 1942 (Utmaningen 1974, övers S. Rune Mantling, Max Brand 2)
- Silvertip's roundup 1943 (Jim Silver och döden 1948, övers Ernst Ekwall, Triangelböckerna 4)
- Silvertip's trap 1943 (Fällan 1974, övers S. Rune Mantling, Max Brand 4)
- The fighting four 1944
- Silvertip's chase 1944 (Jim Silver, vildmarkens härskare 1948, övers Ernst Ekwall, Triangelböckena 1)
- Silvertip's search 1945 (Silver Tip 1960, Silver Star 4, Bakhållet 1976, övers S. Rune Mantling, Max Brand 6)
- The stolen stallion 1945
- Valley thieves 1946
- Mountain riders 1946 (Jim Silver och dödsfällan, 1948, övers Ernst Ekwall, Triangelböckerna 12, Lynchningen 1976, övers S. Rune Mantling, Max Brand 5)
- The valley of vanishing men 1947
- The false rider 1947 (Jim Silver och den falske ryttaren 1948, övers Ernst Ekwall, Triangelböckerna 8)

### Övriga romaner
- Singing guns 1938 (Låt pistolerna tala 1955, övers Torsten Blomkvist, En Zebra-bok 14)
- Seven trails 1949 (De sju vägarna 1956, En Zebra-bok 43)
- Single Jack 1950 (Jack hämnaren 1957, En Zebra-bok 50)
- The gambler 1952 (Spelaren 1962, övers Håkan Bergstedt, 1962, Silver Star 25)
- The invisible outlaw 1954 (Laglös 1956, En Zebra-bok 31)
- Outlaw breed 1954 (Den okände hämnaren 1956, En Zebra-bok 36)